# Corrupção na Nova Zelândia
Este artigo discute as responsabilidades das várias agências envolvidas no combate à corrupção na Nova Zelândia. A Nova Zelândia é considerada como um dos países com os níveis mais baixos de corrupção do mundo. 

## Agências
O Serious Fraud Office (SFO) é a principal agência de aplicação da lei, responsável por investigar e processar por crimes financeiros graves, incluindo suborno e corrupção. Em 2020, o SFO afirmou que houve um aumento de 40% nos casos de corrupção envolvendo funcionários públicos e o governo central e local nos últimos cinco anos.

### Comissão Eleitoral
A Comissão Eleitoral (Electoral Comission) é responsável pela administração das eleições parlamentares e pela promoção do cumprimento das leis eleitorais, incluindo a legislação relativa à quantidade e à transparência das doações às campanhas eleitorais. Se a comissão considerar que a lei está sendo violada, eles encaminham o assunto à Polícia ou ao SFO.

### Autoridade Independente de Conduta Policial
A Autoridade Independente de Conduta Policial (Independent Police Conduct Authority, IPCA) é um órgão independente que analisa as queixas contra a Polícia da Nova Zelândia e supervisiona sua conduta. De acordo com a seção 12 da Lei da Autoridade de Conduta Independente da Polícia de 1988 (Independent Police Conduct Authority Act), "as funções da Autoridade são: receber reclamações alegando má conduta ou negligência do dever por qualquer membro da Polícia ou relativas a qualquer prática, política ou procedimento policial que afete um reclamante; e investigar incidentes em que um membro da Polícia (atuando no cumprimento de seu dever) causa ou parece ter causado morte ou lesões corporais graves."

### Ombudsman
O papel do Ombudsman é garantir que os cidadãos recebam 'tratamento justo' em suas negociações com entidades governamentais e investiguem quando necessário. Ao longo dos anos, os poderes do cargo foram estendidos para incluir conselhos de educação e hospitais (a partir de 1968), agências governamentais locais (1975), solicitações sob a Lei de Informação Oficial (Official Information Act) (2003) e, em 2005, todas as entidades da coroa neozelandesa.

## Convenções
A Nova Zelândia ratificou várias convenções internacionais anticorrupção importantes, como a Convenção da OCDE para o Combate ao Suborno de Funcionários Públicos Estrangeiros em Transações Comerciais Internacionais e a Convenção das Nações Unidas contra a Corrupção.

## Ranking internacional
A Nova Zelândia é considerada como tendo um dos níveis mais baixos de corrupção do mundo. O Índice de Percepção de Corrupção de 2019, publicado em janeiro de 2020, classifica o país em primeiro lugar entre 176 países, posição que também manteve por sete anos consecutivos até 2013.